# (6882) Sormano
(6882) Sormano est un astéroïde de la ceinture principale.

## Description
(6882) Sormano est un astéroïde de la ceinture principale. Il fut découvert le 5 février 1995 à Sormano par Piero Sicoli et Valter Giuliani. Il présente une orbite caractérisée par un demi-grand axe de 2,55 UA, une excentricité de 0,10 et une inclinaison de 14,4° par rapport à l'écliptique.

## Compléments